# Bronisław Konik
Bronisław Karol Konik ps. Sikora (ur. 6 sierpnia 1913 w Wilczy, zm. 30 grudnia 2001  w Warszawie) – major Wojska Polskiego, cichociemny.

## Lata młodości
Syn Władysława Konika i Joanny z domu Sikora. Bronisław był ich piątym, najmłodszym dzieckiem. Po śmierci ojca rodzinę utrzymywała matka.
W 1920 roku Bronisław w wieku siedmiu lat poszedł do szkoły ludowej, a następnie do II Gimnazjum Państwowego im. K. Morawskiego, typu klasycznego. Szkoły tej jednak nie ukończył od razu, ponieważ musiał przerwać naukę i iść do pracy. Zaczął pracować w samorządzie, w komitecie pomocy zimowej. W 1932 roku zdał jednak egzamin nadzwyczajny w zakresie 6 klas gimnazjum i na podstawie tego został przyjęty 20 sierpnia 1933 r. do Liceum Handlowego Koedukacyjnego w Przemyślu. 5 czerwca 1935 zdał maturę. 20 września 1935 został wcielony do Dywizyjnej Szkoły Podchorążych Rezerwy Piechoty 24 DP przy 39 pułku piechoty w Jarosławiu. Szkołę tę ukończył 1 lipca 1936 roku i został przeniesiony do 17 pp w Rzeszowie, w którym służył do czasu przeniesienia do rezerwy 19 września 1936 roku.
Po wyjściu z wojska wznowił pracę w samorządzie powiatowym. Od 4 października do 13 listopada 1937 r. odbył ćwiczenia rezerwy w 17 pp jako dowódca plutonu karabinów maszynowych. 22 września 1938 r. został awansowany na podporucznika rezerwy ze starszeństwem z dniem 1 stycznia 1938. Przydział mobilizacyjny dostał do 38 pp Strzelców Lwowskich, na dowódcę III plutonu ckm. 20 czerwca 1938 roku rozpoczął pracę jako pracownik umysłowy w Polskich Kolejach Państwowych na stacji w Rozwadowie. W 1939 r. ożenił się.

## Wojna
W końcu sierpnia 1939 roku dostał imienne wezwanie mobilizacyjne. Między 3 a 4 września pułk został zmobilizowany, a następnie na stacji kolejowej Przemyśl Bakończyce załadowany do pociągów i wysłany w kierunku Jarosławia – Tarnowa. Z Tarnowa transporty z wojskiem kierowano do Tuchowa i Gromnik, a tam po wyładowywaniu kierowano je w kierunku rzeki Dunajec koło Zakliczyna. Zadaniem pułku i 24 DP, do które organizacyjnie przynależał, była obrona linii rzeki Dunajec. 24 DP walczyła w składzie Armii Karpaty gen. Kazimierza Fabrycego.
5 września wieczorem pod Dunajec podeszły pierwsze oddziały niemieckie 4 Dywizji Lekkiej. Przez cały dzień 6 września trwały walki z Niemcami. W ich wyniku Niemcy zostali powstrzymani. O godzinie 22. przyszedł rozkaz dowódcy pułku o wycofaniu się w kierunku na Tuchów, a później na Pilzno (7 września). Nowym zadaniem, jakie otrzymał pułk, była obrona nad Wisłoką. Później III batalion odłączył się od reszty pułku i zaczął się wycofywać w kierunku Rzeszowa. 8 września, w czasie marszu przez Ropczyce, Bronisław Konik uległ wypadkowi. Razem z taborami dotarł do Rzeszowa, gdzie trafił do szpitala. 9 września wieczorem wkroczyły do Rzeszowa niemieckie wojska (2 Dywizja Pancerna i część 4 Dywizji Lekkiej). 3 października 1939 r., jako podleczony, opuścił szpital.
W Rozwadowie z grupą znajomych zaczął konspirować. Zbierali broń i amunicję, chowali ją. W grudniu 1939 postanowili szukać kontaktów we Lwowie. Bronisław Konik miał przejść granicę i dostać się do Lwowa. 28 grudnia wyruszył z Rozwadowa do Rudnika nad Sanem. Przy przekraczaniu granicy został aresztowany i przewieziony do Sieniawy do więzienia. Został oskarżony o szpiegostwo. Następnego dnia przewieziono go do Przemyśla. Przebywając tam udało mu się nawiązać kontakt z rodziną.
W więzieniu tym przebywał około dwóch, trzech tygodni, potem przeniesiono go do więzienia wojskowego, przy ulicy Czarneckiego. Był tam on przetrzymywany do kwietnia 1940 roku, kiedy to w dużym transporcie został wywieziony do Rosji. Transport ten przez Lwów dotarł do Kirowohradu na Ukrainie. Otrzymał wyrok, który wydała „trojka”, tak więc nie odbył się żaden proces, jedynie kazano mu podpisać wyrok. Konik został skazany na pięć lat.
Z Kirowohradu przewieziono go do Charkowa. W Charkowie sformowano transport, który wyruszył na północ. Przez Kotłas i Uchtę dotarł do Kandałakszy na Półwyspie Kolskim. Obóz położony był u jego nasady, nad ujściem rzeki Niwy do Morza Białego. Łagier ten należał do systemu obozowego Siewieronikiel, więźniowie zajmowali się budową huty aluminium i fabryki samolotów oraz układaniem torów kolejowych i rozładunkiem statków w porcie.
W dniu 22 czerwca 1941 roku rano, nad obóz w Kandałakszy nadleciały niemieckie samoloty z Finlandii i zbombardowały cały plac budowy. Następnego dnia Bronisław Konik został załadowany do pociągu i transport ruszył na wschód. Po porozumieniu Majski-Sikorski trafił do Armii Andersa. Został 21 lutego 1942 skierowany do 22 pp 7 DP. Konik wyjechał z ZSRR do Iranu w czasie drugiej ewakuacji, a potem przemieszczony został do Iraku. W Iraku jego oddział został rozmieszczony w Chanakin.

## Cichociemny
W Iraku dostał propozycję przeszkolenia w dywersji i skoku do kraju, którą przejął, wtedy też zwerbowano innych. 5 stycznia 1943 zostali skreśleni ze stanu ewidencyjnego pułku. Razem z nimi (z 22 pp) wyruszyli też oficerowie i podchorążowie z innych dywizji i pułków Armii Polskiej na Wschodzie. Poprzez Egipt, Morze Czarne, Ocean Indyjski dotarli do Związku Południowej Afryki. Następnie przez Ocean Atlantycki dotarli do Brazylii, dalej do Stanów Zjednoczonych (do Nowego Jorku), stamtąd popłynęli do Anglii, w której znaleźli się 20 maja 1943 roku.
Tam przeszedł szkolenie w zakresie działań dywersyjnych (przeszedł ćwiczenia w posługiwaniu się różnymi rodzajami broni, kurs samochodowy i motocyklowy w Stirling, chemiczny, minerski oraz produkcji środków wybuchowych metodami domowymi). 15 grudnia 1943 roku Konik został zaprzysiężony na rotę Armii Krajowej. Po przysiędze przewieziono go na stację wyczekiwania nr 16 pod Londynem, gdzie czekał wraz z innymi na zrzut do kraju. Następnie przewieziono ich do Włoch (do późnej jesieni 1943 roku samoloty ze zrzutami do Polski latały z Anglii, potem zostały przebazowane do Tunisu, a w dniu 22 grudnia 1943 na lotnisko Campo Cassale w Brindisi we Włoszech – było to bardzo korzystne posunięcie, czas lotu do Polski bardzo się zmniejszył, dzięki temu można było częściej latać do kraju). Zostali zakwaterowani w stacji wyczekiwania w Latiano.
24 maja 1944 roku znowu zostali zaalarmowani, że mają lecieć. Samochodem pojechali na lotnisko. Na lotnisku przebrali się w cywilne ubrania oraz przeprowadzili między sobą gruntowną rewizję, aby sprawdzić czy nie mają jakichś kompromitujących rzeczy.
W skład ekipy wchodzili:
- ppor. piech. Bronisław Karol Konik „Sikora”,
- por. piech. Zbigniew Mieczysław Marian Andrzej Matula „Radomyśl”,
- por. piech. Michał Nowakowski „Harpun”,
- por. piech. Alfred Pokultinis „Fon”,
- podch. piech. Zbigniew Franciszek Wilczkiewicz „Kij”

oraz kurier polityczny por. Jan Nodzyński „Łuk”.
Operacji tej nadano kryptonim „Weller 23”, a ekipa skoczków miała numer 54. Placówka, która miała ich odbierać, miała kryptonim „Koliber 2” i położona była 11 kilometrów na północ od Bochni. Po skoku, poprzez Bochnię pojechali pociągiem razem z łączniczką do Warszawy. Mieli w niej przejść kilkutygodniową aklimatyzację w warunkach okupacji.
Po aklimatyzacji został wysłany do Lwowa, gdzie miał dostać dalsze rozkazy (po latach dowiedział się, że miał przydział do Kedyw w Stanisławowie). Kiedy dotarł do Lwowa (pod koniec lipca 1944) do miasta wkraczali Sowieci, wszystkie kontakty konspiracyjne zostały zerwane.
Nie mając dalszych rozkazów postanowił wrócić do Warszawy. Jednak do Warszawy nie udało mu się dotrzeć przed wybuchem powstania. Udało mu się dotrzeć do Świdra, tam spotkał swoich kolegów z czasów Armii Andersa, którzy też byli cichociemnymi (por. Marian Golarz „Góral 2” oraz ppor. Rudolf Luszowicz „Szakal”). Zaproponowali mu oni przyłączenie się do 30 Poleskiej Dywizji Piechoty Armii Krajowej (okazało się, że ich oddziały są rozbrajane przez Sowietów – zaprowadzili go do dowódcy 30 Poleskiej DP AK ppłk. Henryka Krajewskiego ps. Trzaska, Leśny, który stwierdził, że bierze go do swego oddziału, bo po aresztowaniach potrzebuje oficerów). Na Pragę przeprowadzili się tuż po zajęciu jej przez Armię Czerwoną w dniu 14 września 1944 r. 10 grudnia 1944 r. został aresztowany przez Sowietów w mieszkaniu konspiracyjnym, gdzie urządzili oni kocioł (zostały wtedy aresztowane niedobitki dowództwa 30 Poleskiej DP AK z ppłk. Henrykiem Krajewskim na czele. Przewieziono ich potem w rejon Śródborowa – Otwocka, gdzie umieszczono ich w piwnicach placówki NKWD. Tam trwały przesłuchania, następnie Bronisława Konika około 28 grudnia 1944 roku załadowano na samochód i transport ruszył w drogę. Zawieziono ich do Sokołowa Podlaskiego na dworzec i koleją przewieziono do Stalinogorska (obecnie Nowomoskowsk), gdzie pracował w kopalni węgla.
Pewnego dnia pojawiła w łagrze się komisja NKWD, która przesłuchiwała wszystkich więźniów. Przesłuchania przebiegały bardzo szybko, Sowieci wychwytywali ludzi, których zeznania różniły się od zeznań złożonych wcześniej, jeszcze w Polsce. Prawdopodobnie na podstawie tych przesłuchań, część więźniów zwolniono na początku września 1945 r. Do grupy zwolnionych został zakwalifikowany Konik. Około 9–10 września 1945 roku więźniów, których zwolniono, załadowano do wagonów, jednak ich nie zadrutowano, co znaczyło, że Sowieci uznali ich za ludzi wolnych. Pociąg ruszył do Polski.

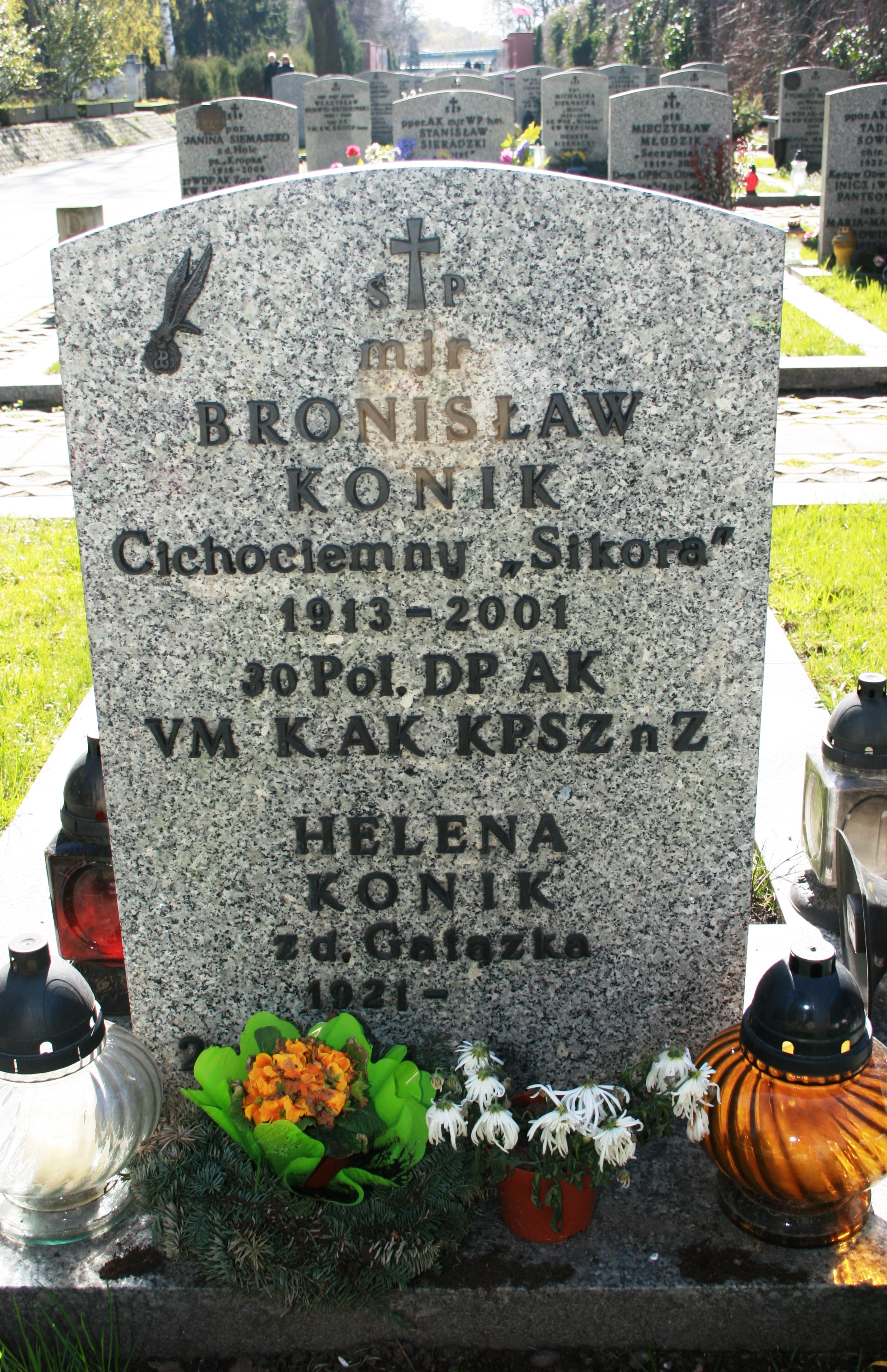
Grób Bronisława Konika na terenie Panteonu Żołnierzy Polski Walczącej na Cmentarzu Wojskowym na Powązkach w Warszawie

## Losy powojenne
Do Warszawy pociąg dotarł 20 września 1945 i zatrzymał się na Pradze, jednak nikogo nie wypuszczono. Po pewnym czasie wagony zadrutowano, a im powiedziano, że jadą dalej do obozu pracy w Polsce. Części ludzi udało się uciec jeszcze na Pradze, wysłano też delegacje do Bolesława Bieruta, a kolejarze wynajdywali różne powody uniemożliwiające dalszą podróż. Po pewnym czasie pociąg jednak ruszył dalej i dojechał do Dworca Zachodniego. Tu Bronisław Konik ucieka. Nadal pozostaje pod fałszywym nazwiskiem z czasów okupacji.
Na początku 1946 r. wyjechał do Krakowa, gdzie rozpoczął pracę w belgijskiej firmie „Contractor”.
Po powrocie do Warszawy spotkał przypadkowo kuzynkę, która mieszkała w Warszawie. Namawia ona wraz z mężem, który był prawnikiem, aby się ujawnił, jako że ogłoszono właśnie amnestię dla ukrywających się. Po długich namowach postanowił ujawnić się. W Warszawie ujawniać się można było w Urzędzie Bezpieczeństwa Publicznego na miasto stołeczne Warszawę przy ulicy Cyryla i Metodego na Pradze.
Kuzynka, która namówiła go na ujawnienie się, dała mu list polecający do pracownika PZU, który załatwił mu pracę w tej firmie. Pracę w Państwowym Zakładzie Ubezpieczeń rozpoczął w dniu 1 czerwca 1947 roku. W PZU pracował do 12 grudnia 1959, kiedy to został przeniesiony służbowo do Warty, w której pracował aż do przejścia na emeryturę w roku 1974. W 1949 r. ożenił się po raz drugi z Heleną z domu Gałązka. Aż do swojej śmierci w 2001 r. mieszkał na Żoliborzu, aktywnie działając w środowisku kombatanckim) został pochowany na cmentarzu wojskowym na warszawskich Powązkach na terenie Panteonu Żołnierzy Polski Walczącej.